# スリーサム
『スリーサム』（Threesome）は、1994年のアメリカ映画。アンドリュー・フレミング監督・脚本。DVD版は『スリーサム 危険な関係』のタイトルで発売された。
大学の寮でルームメイトとなった男女3人の関係を描く。

## ストーリー
エディとスチュアートの部屋に、女子学生アレックスが新たに入居して来た。女好きのスチュアートはアレックスに一目惚れしてしまうが、彼女はエディの方を好きになる。しかしエディは、スチュアートのことを想い続けていた。

## キャスト
役名、俳優、日本語吹替。
- アレックス - ララ・フリン・ボイル（土井美加）
- スチュアート - スティーヴン・ボールドウィン（山寺宏一）
- エディ - ジョシュ・チャールズ（宮本充）
- ディック - アレクシス・アークエット（星野充昭）
- レネイ - マーサ・ゲーマン
- ラリー - マーク・アーノルド（高宮俊介）
- クリステン - ミシェル・マシスン